# 貝加爾湖國家公園
51°51′N 104°53′E / 51.850°N 104.883°E

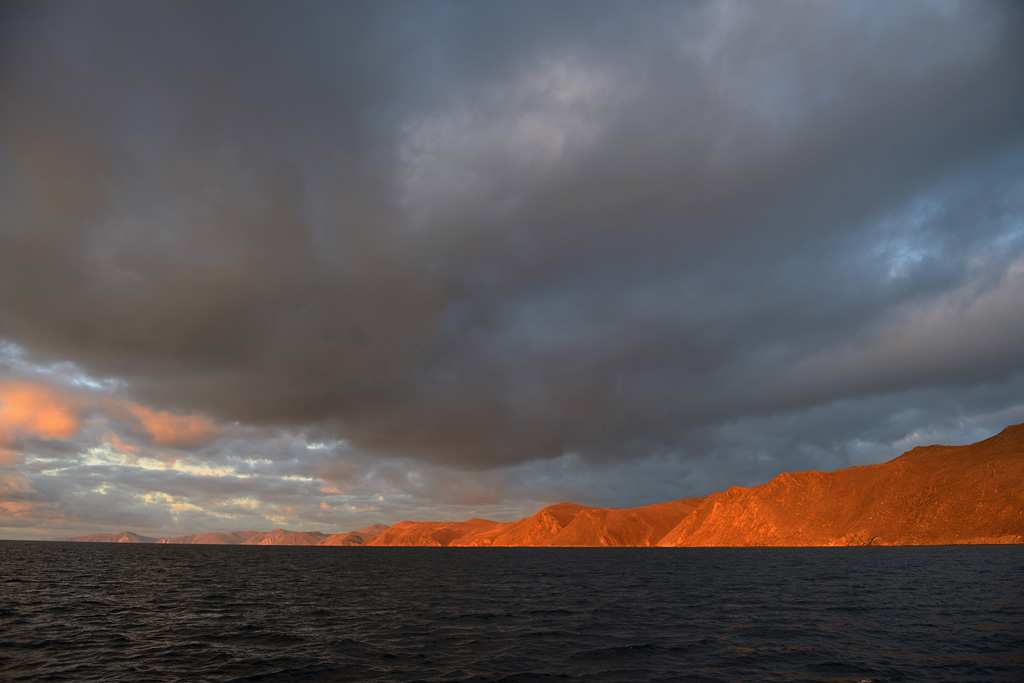

貝加爾湖國家公園是俄羅斯的國家公園，位於該國南部伊爾庫茨克州，成立於1986年，面積4,173平方公里，有40種魚類、3種兩棲類、6種爬蟲類、272種鳥類、59種哺乳類動物棲息。